# Sud (département d'Haïti)
Le département du Sud (créole haïtien : Sid) est l'un des dix départements d'Haïti. Situé sur le quart sud-ouest de la péninsule de Tiburon, il compte cinq arrondissements, dont celui des Cayes, où se trouve aussi son chef-lieu (Les Cayes). Sa superficie est de 2 654 km2 et on estime sa population à 704 760 habitants (recensement par estimation de 2009).
Le département du Sud est représenté au parlement d'Haïti par 3 sénateurs et 12 députés tous élus aux élections législatives. Jjjjjj

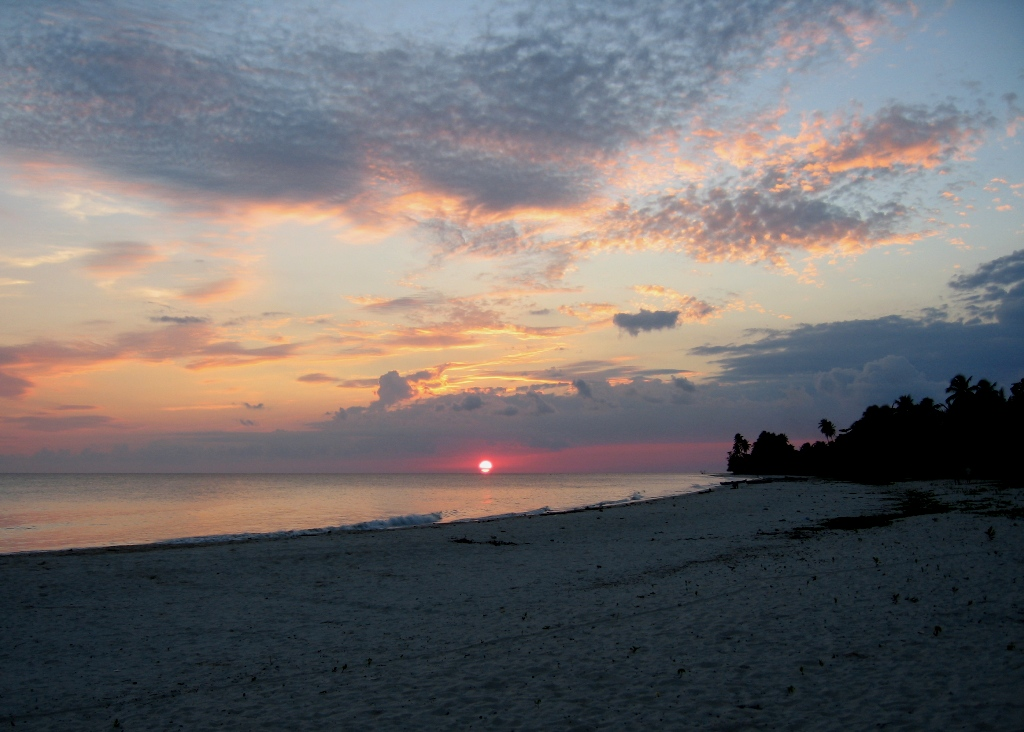
Port Salut

## Divisions administratives
Le département du Sud est divisé en 5 arrondissements et 20 communes :
- Arrondissement d'Aquin (3 communes) : 
  1. Aquin
  2. Cavaillon
  3. Fonds-des-Blancs
  4. Saint-Louis-du-Sud

- Arrondissement des Cayes (6 communes) : 
  1. Les Cayes
  2. Camp-Perrin
  3. Chantal
  4. Ducis
  5. Maniche
  6. Île-à-Vache
  7. Torbeck
- Arrondissement des Chardonnières (3 communes) :
  1. Les Chardonnières
  2. Les Anglais
  3. Tiburon
- Arrondissement des Côteaux (3 communes) :
  1. Les Côteaux
  2. Port-à-Piment
  3. Roche-à-Bateau
- Arrondissement de Port-Salut (3 communes) :
  1. Port-Salut
  2. Arniquet
  3. Saint-Jean-du-Sud

## Etablissements d'enseignement superieur
- American University of the Caribbean (Haïti)
- BTI
- UPSAC
- Next Learning Center
- LakayTekPROMO